# Vil·la Laguarda
La Vil·la Laguarda és una obra de Vilanova i la Geltrú (Garraf) protegida com a Bé Cultural d'Interès Local.

## Descripció
Es tracta d'un edifici unifamiliar aïllat rodejat de jardí.
L'edifici està aixecat respecte a la rasant del carrer. Es compon de planta baixa i una planta pis i sota coberta. La casa té diversos cossos de planta baixa. Les cobertes són inclinades i sobresurt una torratxa mirador de planta quadrada i coberta de pavelló. El cos davanter és de planta semicircular i petit porxo amb terrassa superior. Té un oratori adossat a la façana lateral amb coberta a dues vessants.
Les parets són de paredat comú i totxo. Els forjats són de bigues metàl·liques i revoltó de rajola. Les cobertes són d'estructura de fusta, llata i rajola i teula plana.
Trobem obertures amb llinda i també amb arc de mig punt amb aplacat d'ornamentació floral de ceràmica vidriada. A les cantoneres hi ha maons vistos. El ràfec sobresurt respecte de la coberta de teula plana amb imbricació de teula vidriada. Hi ha un cos de galeria semicircular amb terrassa superior i barana de fusta. L'antic oratori està coronat per una creu.